# Cao Huan
Cao Huan (246-302), aanspreektitel Jingming (景明), was de laatste keizer van het koninkrijk Wei, een van de Drie Koninkrijken van China.

## Context
Cao Huan was een kleinzoon van Cao Cao, grondlegger van het koninkrijk Wei. Cao Huan was slecht 14 jaar toen zijn voorganger zijn oom Cao Mao in 260 door Sima Zhao werd vermoord. Sima Zhao zette Cao Huan op de troon. Toen Sima Zhao in 263 het koninkrijk Shu had veroverd, vatte hij het plan op om zelf keizer te worden, maar hij stierf voor hij zijn droom waar kon maken. Zijn zoon Sima Yan volgde hem op in 265, schoof Cao Huan opzij en stichtte de Jin-dynastie (265-420).
Keizer Cao Huan werd gedegradeerd tot prins van Chenliu, een titel die hij droeg tot aan zijn dood in 302.